# Enigma (альбом Люсі)
Enigma — дебютний альбом співачки Люсі, який вийшов 11 березня 2020 року. Робота над платівкою тривала понад 3 роки, а дата випуску постійно змінювалася.
Enigma стала найкращим українським альбомом 2020-го року за версією журналу СЛУХ, а також була включена в перелік найкращих релізів року порталом Neformat.

## Історія створення
Люсі розпочала свою кар'єру в 2017 році, випустивши 2 пісні — «Досить» та «Марія Магдалина», анонсувавши альбом «Марія Магдалина». У 2018 році вона випускає ще 2 пісні («Ной» та «Забуття») та повідомляє, що альбом вийде наступного року, після чого на тривалий час зникає.
У 2019 році вона анонсує свій дебютний альбом - «Enigma». Він виходить у березні 2020 року.
За словами Люсі, вона не випускала альбом 3 роки через невпевненість у своїх силах, брак досвіду та сумніви щодо потреби робити музику, але завдяки підтримці близьких людей вирішила не кидати почате.
Видання СЛУХ назвало альбом «Enigma» найкращим випуском 2020-го року.

## Оцінки
На думку оглядача музичного сайту Liroom Артема Рісухіна, «головна проблема цього альбому не в тому, що він замість реальних експериментів, ходить однотипними патернами. Головна проблема цього альбому — нудьга». Він закидає Люсі «копирсання у чужому матеріалі» та брак пошуків свого власного голосу в «ретростилізації». Оцінивши альбом у 7/10,  він зазначає, що «Enigma — платівка, якою можна насолоджуватись. От тільки за виконанням вона програє заявленому концепту».
Натомість оглядач порталу Neformat Тихон Лютий вважає, що «у музичному плані до альбому складно прикопатись»: «[воно] вийшло максимально в дусі метамодернової сучасності, але і своє обличчя альбому вдалось сформувати. Від початку до кінця реліз видає нам глибокий, м’який і мінорний синтвейв із відносно інтелектуальною лірикою та вдалими вокальними мелодіями». На його думку, платівка «повертається до української попсцени дев’яностих, коли тексти були чуттєвими, але абстрактними. Слухаючи "Ноя" або "Марію Магдалину", можна одночасно палати сексуальним бажанням і сумніватись у власному існуванні». І саме тому, «не буде перебільшенням сказати, що [...] альбом вийшов об’єктивно якісним і, можливо, очолить багато топ списків найкращих альбомів наприкінці цього року».
Музичний журнал Слух, повідомляючи про вихід альбому, назвав його «продуманою до дрібниць поп-музикою, що звучить як привіт з минулого», але яку, разом із тим, «ретроградною її точно не назвеш. Це альбом, що по звучанню та лірично існує поза часом». А також зазначив, що «Enigma — найкращий український (і не тільки) альбом року. Поки що».
В більшому ж матеріалі Данило Панімаш зазначив, що «Люсі нетривіально співає про любов і відносини. Вона розкриває ці теми через біблійні міфи, що надає її пісням всесвітніх масштабів. У цьому Люсі завжди різна — жертовна, сильна, байдужа, ніжна. Проте завше сумна і самотня, навіть за присутності когось іще в піснях». Також, на його думку, «коли Люсі співає "досить, наш рай вже горить" і "хочеш, я тобі поможу", то в її голосі та інтонаціях чутно, що вона дійсно пройшла через падіння і принесла себе в жертву, щоб допомогти іншій людині пройти випробування». І «попри те, що Люсі існує в медіаполі три роки, як артистка вона формується тільки зараз. Вона акумулювала свій життєвий досвід, знайшла власну музичну стежку, красиво закрила довгу історію з альбомом».

## Композиції
| #     | Назва             | Тривалість |
| ----- | ----------------- | ---------- |
| 1.    | «Забуття»         | 4:04       |
| 2.    | «Марія Магдалина» | 3:24       |
| 3.    | «Ной»             | 3:24       |
| 4.    | «Енігма»          | 4:42       |
| 5.    | «Досить»          | 3:39       |
| 6.    | «Ворота»          | 3:52       |
| 7.    | «Пекло»           | 4:29       |
| 8.    | «Край»            | 4:03       |
| 9.    | «На дні»          | 4:48       |
| 36:14 |                   |            |